# Je moet het voelen
Je moet het voelen is een nummer van de Nederlandse zanger Guus Meeuwis uit 2018. Het is de vierde en laatste single van zijn elfde studioalbum Geluk.
"Je moet het voelen" is een nummer met een vrolijk geluid en een positieve boodschap. Acteur Leo Alkemade heeft meegeschreven aan het nummer. In de bijbehorende videoclip zijn een aantal BN'ers te zien die enthousiast reageren op het nummer, waaronder Leo Alkemade, Humberto Tan, Kraantje Pappie, Jochem Myjer, Diggy Dex, Youp van 't Hek, Sunnery James & Ryan Marciano, Rowwen Hèze, André Hazes jr., Daniël Dekker, Manon Meijers, Domien Verschuuren en Coen & Sander. Het nummer werd een bescheiden succesje in Nederland; met een 10e positie in de Tipparade.